# Dlhé Stráže

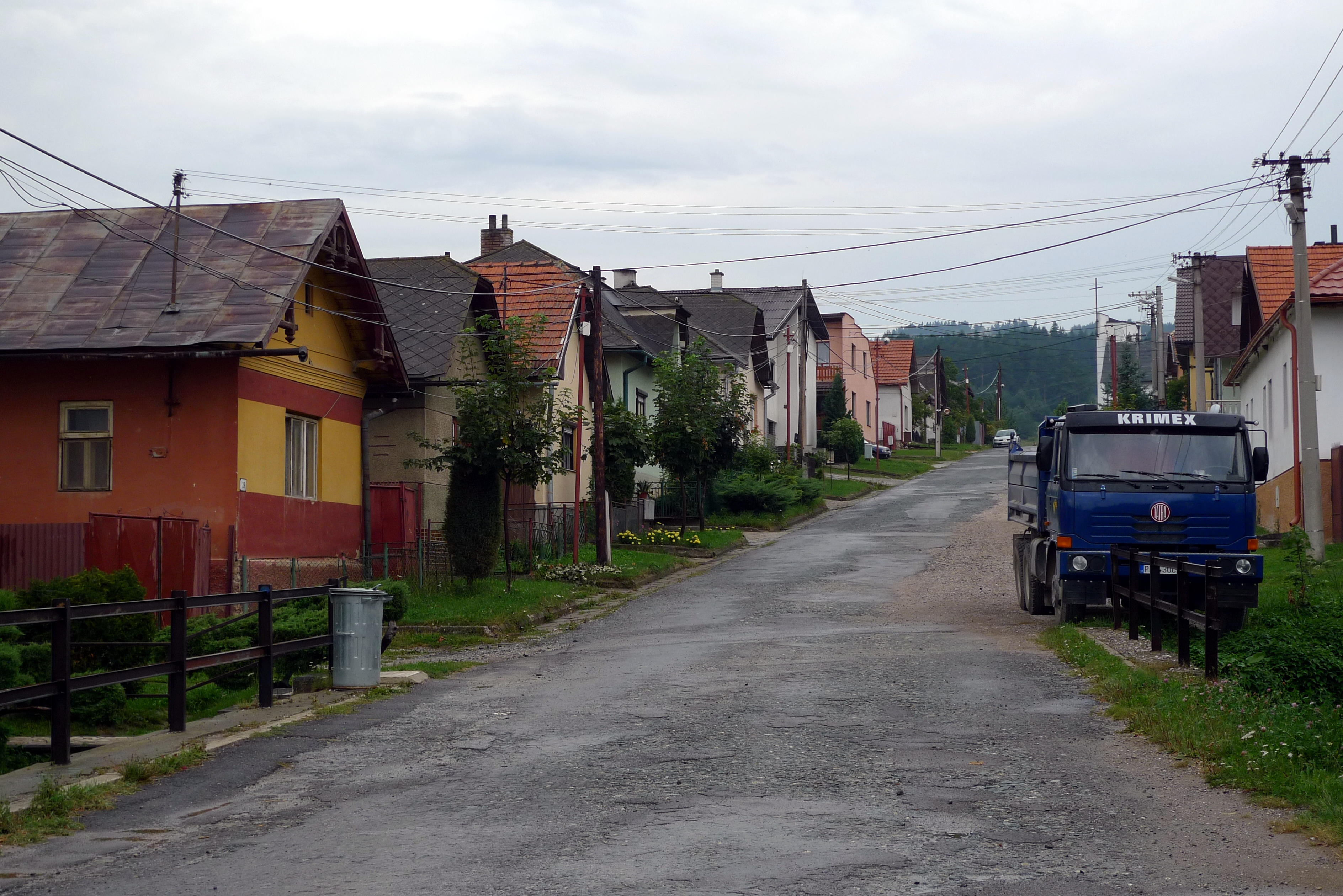
Dlhé Stráže

Dlhé Stráže (Hongaars: Lengvárt) is een Slowaakse gemeente in de regio Prešov, en maakt deel uit van het district Levoča.
Dlhé Stráže telt 528 inwoners.